# Colobraro
Colobraro är en ort och kommun i provinsen Matera i regionen Basilicata i Italien. Kommunen hade 1 203 invånare (2017).